# 鄧美玲
鄧美玲（？—），祖籍廣東順德，香港粵劇女演員（花旦），香港八和粵劇學院第二屆學員。香港八和會館第39、40屆理事。

## 演藝經歷
鄧美玲母親梁少棠曾為粵劇、粵曲界中人，舅父梁漢威、姨媽梁少芯、姨丈文千歲均為粵劇名伶，自幼受到薰陶。
1982-1984年間就讀於八和粵劇學院第二屆粵劇培訓課程，師承該校早期導師王粵生、任大勳、麥惠文，畢業後再於進修班深造，當時其舅父梁漢威為該校副校長，當時她日間在八和，晚間再到梁漢威創辦的漢風粵劇研究院學藝:340。亦曾隨京劇名家陳永玲、胡芝風、劉秀榮、崑曲名家梁谷音及邢金沙學習，隨吳聿光習唱功。
1987年與李麗芬（即蓋鳴暉）組成「鳳朝陽劇團」:341，成為全職粵劇演員的年份有1989年及1997年（1990年代協助母親打理時裝生意:342）兩種說法。
後自組「玲瓏粵劇團」。2005年起正式擔任正印花旦。:338

## 個人生活
2020年5月與香港商人、馬主何文超成婚。

## 演出作品

### 粵劇
- 1987年：《牡丹亭驚夢》[4]
- 1997年：《燕歸人未歸》（飾珊瑚公主）[5]:342
- 《還魂記夢》[5]:338
- 《李清照》[5]:338
- 《倩女幽魂》（飾聶小倩）[5]:338,343
- 《孔子之周遊列國》（飾孔妻、南子）[5]:338,343
- 《玉簪記》[5]:338
- 《穆桂英大戰洪州》[8]
- 《隋宮十載菱花夢》[8]
- 《再世紅梅記》[8]
- 《孫子無雙》[9]
- 《唐宮恨史》[10]
- 《粵劇特朗普》（分飾尼克遜夫人、王海容、李雪主）[11]
- 《耶穌傳》（飾聖母馬利亞）[5]:338
- 2011年「玲瓏粵劇團」[12]

2011年5月15及27日(星期日及五)新編粵劇 《李清照》
2011年5月29日(星期日)《碧波仙子》
- 2011年「天馬音樂藝術團有限公司」《獅子山下紅梅艷》[13]
- 2022年「生輝粵劇研究中心」《唐滌生作品展演》，包括《帝女花》、《雙珠鳳》、《一枝紅艷露凝香》、《一樓風雪夜歸人》、《蝶影紅梨記》及《隋宮十載菱花夢》[14]
- 《煙雨重溫驛館情》[15]

### 舞台劇
- 《寒江釣雪》[5]:338